# My Two Dads
My Two Dads é uma série americana estrelada por Staci Keanan, Paul Reiser e Greg Evigan.
Foi transmitida pela NBC de 1987 a 1990.